# Renata Kokowska
Renata Kokowska (Głubczyn, Polonia, 27 de diciembre de 1958) es una deportista polaca retirada, especializada en carreras de fondo. Ganó la prestigiosa maratón de Berlín en tres ocasiones —1988, 1991 y 1993— con un mejor tiempo de 2:26:20, conseguido en la última de ellas. También ganó la maratón de Ámsterdam en 1990.